# Kuremaa
Kuremaa é um pequeno bairro (em estoniano:  alevik) no município de Jõgeva na região de Jõgevamaa, Estónia. Fica localizada a 10 km de Jõgeva, perto da costa norte do Lago Kuremaa, o maior dos 11 lagos da Estónia.
Segundo o censo demográfico de 2009, possui uma população de 367 habitantes.